# Empoasca originalis
Empoasca originalis är en insektsart som beskrevs av González 1955. Empoasca originalis ingår i släktet Empoasca och familjen dvärgstritar. Inga underarter finns listade i Catalogue of Life.